# Trasplantament de cèl·lules mare per a reparació del cartílag articular
Les cèl·lules mare mesenquimàtiques (MSC) són cèl·lules pluripotencials que es troben en múltiples teixits adults humans, incloent la medul·la òssia, els teixits sinovials i els teixits adiposos. Com que es deriven del mesoderm, s'ha demostrat que es diferencien en teixit ossi, cartílaginós, muscular i adipós. Els MSC procedents de fonts embrionàries han demostrat ser prometedors científicament, tot creant una controvèrsia significativa. Com a resultat, molts investigadors s'han centrat en cèl·lules mare adultes, o cèl·lules mare aïllades d'humans adults que es poden trasplantar a teixits danyats.
A causa de les seves capacitats pluripotencials, els llinatges de les cèl·lules mare mesenquimàtiques s'han utilitzat amb èxit en models animals per regenerar el cartílag articular i en models humans per regenerar ossos. Les investigacions mostren que el cartílag articular es pot reparar mitjançant la introducció percutània de cèl·lules mare mesenquimàtiques, procedents de l'aspiració de medul·la òssia.